# Copa CECAFA 1987
La Copa CECAFA 1987 fue la 14.ª edición de este torneo de fútbol a nivel de selecciones nacionales de África Oriental y el África Central organizado por la CECAFA y que contó con la participación de 8 selecciones nacionales.
Etiopía venció al campeón defensor Zimbabue en la final disputada en Etiopía para ganar el título por primera vez en su historia.

## Fase de grupos

### Grupo A
| Nación   | Pts | J | G | E | P | GF | GC | GD |
| -------- | --- | - | - | - | - | -- | -- | -- |
| Zanzíbar | 4   | 3 | 1 | 2 | 0 | 2  | 0  | +2 |
| Etiopía  | 4   | 3 | 1 | 2 | 0 | 2  | 1  | +1 |
| Kenia    | 3   | 3 | 1 | 1 | 1 | 4  | 4  | 0  |
| Tanzania | 1   | 3 | 0 | 1 | 2 | 2  | 5  | -3 |

| Nación 1 | Nación 2 | Resultado |
| -------- | -------- | --------- |
| Etiopía  | Tanzania | 0-0       |
| Kenia    | Zanzíbar | 0-0       |
| Kenia    | Tanzania | 3-2       |
| Zanzíbar | Etiopía  | 0-0       |
| Tanzania | Zanzíbar | 0-2       |
| Etiopía  | Kenia    | 2-1       |

### Grupo B
| Nación   | Pts                | J                  | G                  | E                  | P                  | GF                 | GC                 | GD                 |
| -------- | ------------------ | ------------------ | ------------------ | ------------------ | ------------------ | ------------------ | ------------------ | ------------------ |
| Uganda   | 3                  | 2                  | 1                  | 1                  | 0                  | 4                  | 0                  | +4                 |
| Zimbabue | 2                  | 2                  | 0                  | 2                  | 0                  | 2                  | 2                  | 0                  |
| Zambia   | 1                  | 2                  | 0                  | 1                  | 1                  | 2                  | 6                  | -4                 |
| Malaui   | abandonó el torneo | abandonó el torneo | abandonó el torneo | abandonó el torneo | abandonó el torneo | abandonó el torneo | abandonó el torneo | abandonó el torneo |

Malaui abandonó el torneo debido a la súbita muerte del presidente de la Asociación de Fútbol de Malaui el 13 de diciembre después de jugar un partido.
| Nación 1 | Nación 2 | Resultado |
| -------- | -------- | --------- |
| Uganda   | Zambia   | 4-0       |
| Zimbabue | Uganda   | 0-0       |
| Zambia   | Zimbabue | 2-2       |

## Semifinales
| Equipo 1 | Resultado | Equipo 2 |
| -------- | --------- | -------- |
| Zimbabue | 1-0       | Zanzíbar |
| Etiopía  | 3-0       | Uganda   |

## Tercer lugar
| Equipo 1 | Resultado | Equipo 2 |
| -------- | --------- | -------- |
| Uganda   | 2-0       | Zanzíbar |

## Final
| Equipo 1 | Resultado    | Equipo 2 |
| -------- | ------------ | -------- |
| Etiopía  | 1-1 (4-3 p.) | Zimbabue |

## Campeón
| Copa CECAFA 1987   |
| ------------------ |
| Bandera de Etiopía |
| Etiopía 1º Título  |